# Lamar (Missouri)
Lamar város az USA Missouri államában. Lakosainak száma 4266 fő (2020. április 1.).

## Népesség
A település népességének változása:
| Lakosok száma | 4425 | 4532 | 4266 |
|               | 2000 | 2010 | 2020 |